# Karl von Kirchbach auf Lauterbach
Karl Hans von Kirchbach auf Lauterbach (1856. május 20. – 1939. május 20.) császári és királyi vezérezredes.

## Élete

### Ifjúkora
1856-ban született Gyöngyösön. Édesapja (Ferdinand Freiherr von Kirchbach) császári és királyi altábornagy volt, így Karl számára ki volt jelölve az út. Alapfokú tanulmányait feltehetően szülőhelyén végezte, 1867 és 1870 között St. Pöltenben a hadapródintézet, majd ezt követően egy évig a kismartoni hadapródiskola növendéke volt. Von Kirchbach a felsőoktatásban is igen sokra vitte, ugyanis 1871 és 1875 között a bécsújhelyi katonai akadémián tanult. Az itt folytatott tanulmányainak elvégzését követően hadnaggyá nevezték ki az 5. császári és királyi dragonyosezredben, Klagenfurt állomáshellyel.

### Katonai pályafutása
Alakulatától hamarosan visszatért Bécsbe, ahol a Katonai Lovaglótanár Intézetben dolgozott. 1880. május 1-jén főhadnaggyá nevezik ki. 1882-től 1884-ig a bécsi Hadiiskola növendéke volt. A császári és királyi 9. lovasdandár vezérkari tisztje lett, Pardubitz állomáshellyel. 1896-ban alezredessé nevezték ki, s innentől kezdve gyorsan emelkedett a ranglétrán. 1899-ben ezredessé nevezik ki. 1909-ben osztrák bárói rangot kap auf Lauterbach előnévvel. 1914-ben, a háború kitörése előtt lovassági tábornoknak nevezik ki, majd a titkos tanács tagja lett.
Az első világháború során főként az orosz-fronton tevékenykedett, ám több ízben megfordult az olasz fronton is. 1915 májusában a Kirchbach-hadseregcsoport parancsnokává nevezték ki az orosz fronton, majd a császári és királyi I. hadtest parancsnoka lett. 1918. december 1-jén nyugdíjazták. Von Kirchbach szolgálata során anyanyelvi szinten beszélt németül, és remekül franciául. Emellett a szolgálati körülményekhez elegendő szinten megtanulta a cseh, a szlovák, a rutén és a magyar nyelveket. Szolgálata alatt, és visszavonulását követően több katonai szakkönyvet is írt.
1939-ben hunyt el, Viechtwang temetőjében temették el.

### Kitüntetései

#### Hazai kitüntetések
| - Jubileumi Emlékérem a fegyveres erő számára 1898 (1898) - Katonai Tiszti Szolgálati Jel 3. osztálya (1900) - Katonai Érdemkereszt 3. osztálya (1901) - Osztrák Császári Vaskorona-rend 3. osztálya (1904) - Katonai Jubileumi Kereszt (1908) - Katonai Tiszti Szolgálati Jel 2. osztálya (1910) - Osztrák Császári Lipót-rend Lovagkeresztje (1911) | - Osztrák Császári Vaskorona-rend 1. osztálya (1914) - Vöröskereszt 1. osztályú díszjelvénye (1915) - Osztrák Császári Lipót-rend 1. osztálya (1915) - Bronz Katonai Érdemérem (1916) - Katonai Érdemkereszt 1. osztálya (1917) - Vöröskereszt Érdemcsillaga (1917) - Osztrák Császári Lipót-rend nagykeresztje (1918) |

#### Külföldi kitüntetések
| - Románia Csillaga Rend parancsnoki keresztje (1900) - Olasz Korona-rend nagykeresztje (1909) - Bajor Katonai Érdemrend 1. osztálya (1912) - Porosz Vaskereszt 2. osztálya (1914) - Porosz Vaskereszt 1. osztálya (1915) | - Hesseni Vitézségért Díszjelvény (1917) - Bajor Katonai Érdemrend nagykeresztje kardokkal (1918) - Porosz Vörös Sas-rend nagykeresztje kardokkal (1918) - Hamburgi Hansa Kereszt (1918) |